# Płociczno (przystanek kolejowy)
Płociczno – zlikwidowany przystanek osobowy w Pile, w dzielnicy Płotki; w województwie wielkopolskim, w Polsce. Znajdowały się tu 2 perony. Został otwarty w 1871 roku przez KO. Przystanek do 1945 roku należał do Pruskiej Kolei Wschodniej
(Ostbahn).